# 德羅茲多維奇 (利維夫區)
49°48′18″N 23°38′22″E / 49.80500°N 23.63944°E
德羅茲多維奇（羅馬化：Drozdovychi）是烏克蘭西部村落，隸屬利沃夫州利維夫區，始建於1490年，面積0.73平方公里，海拔高度274米，2022年人口800，人口密度每平方公里1,128.77人。